# Emely Neubert
Emely Neubert (* 13. Juli 1988 in Potsdam) ist eine deutsche Schauspielerin.

## Leben
Neubert spielte von Anfang Dezember 2001 bis Mitte Februar 2005 die Hauptrolle der Manuela Vogt in der Kinder- und Jugendserie Schloss Einstein. 2005 hatte sie einen Gastauftritt in der 5. Folge von Verliebt in Berlin als Lara.